# Parlamentswahl in Island 2009
- V: 14
- S: 20
- O: 4
- B: 9
- D: 16

Die Parlamentswahl in Island 2009 fand am 25. April 2009 statt. Bei der Wahl wurden die 63 Abgeordneten des Althing neu bestimmt.

## Vorgeschichte
Die vorzeitige Parlamentswahl wurde angesetzt, nachdem Demonstranten über Monate hinweg im Winter 2008/2009, zuletzt in tagelangen Blockaden der Staatsinstitutionen, den Rücktritt der Regierung Haarde gefordert hatten. Dieser wurde vorgeworfen, für die katastrophalen Auswirkungen der sich seit 2007 immer weiter verschärfenden internationalen Finanzkrise auf die isländische Wirtschaft verantwortlich zu sein. Island konnte einen Staatsbankrott nur mit ausländischer Hilfe abwenden. Inflation und Arbeitslosigkeit schnellten in die Höhe.
Premierminister Geir Haarde trat zurück, die bisherige Sozialministerin Jóhanna Sigurðardóttir stand bis zur Wahl an der Spitze einer Minderheitsregierung aus Allianz und Links-Grüner Bewegung, die von der Fortschrittspartei toleriert wurde. Finanzminister wurde Steingrímur J. Sigfússon.
Umfragen kurz vor der Wahl prognostizierten für die am 25. April stattfindende Parlamentswahl einen deutlichen Sieg der rotgrünen Minderheitsregierung unter Jóhanna Sigurðardóttir.

## Spitzenkandidaten (Auswahl)

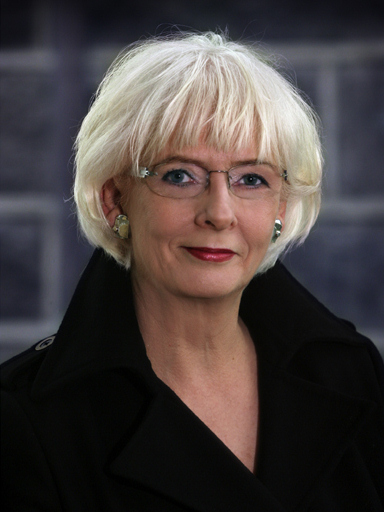
Ministerpräsidentin Jóhanna Sigurðardóttir (Allianz)
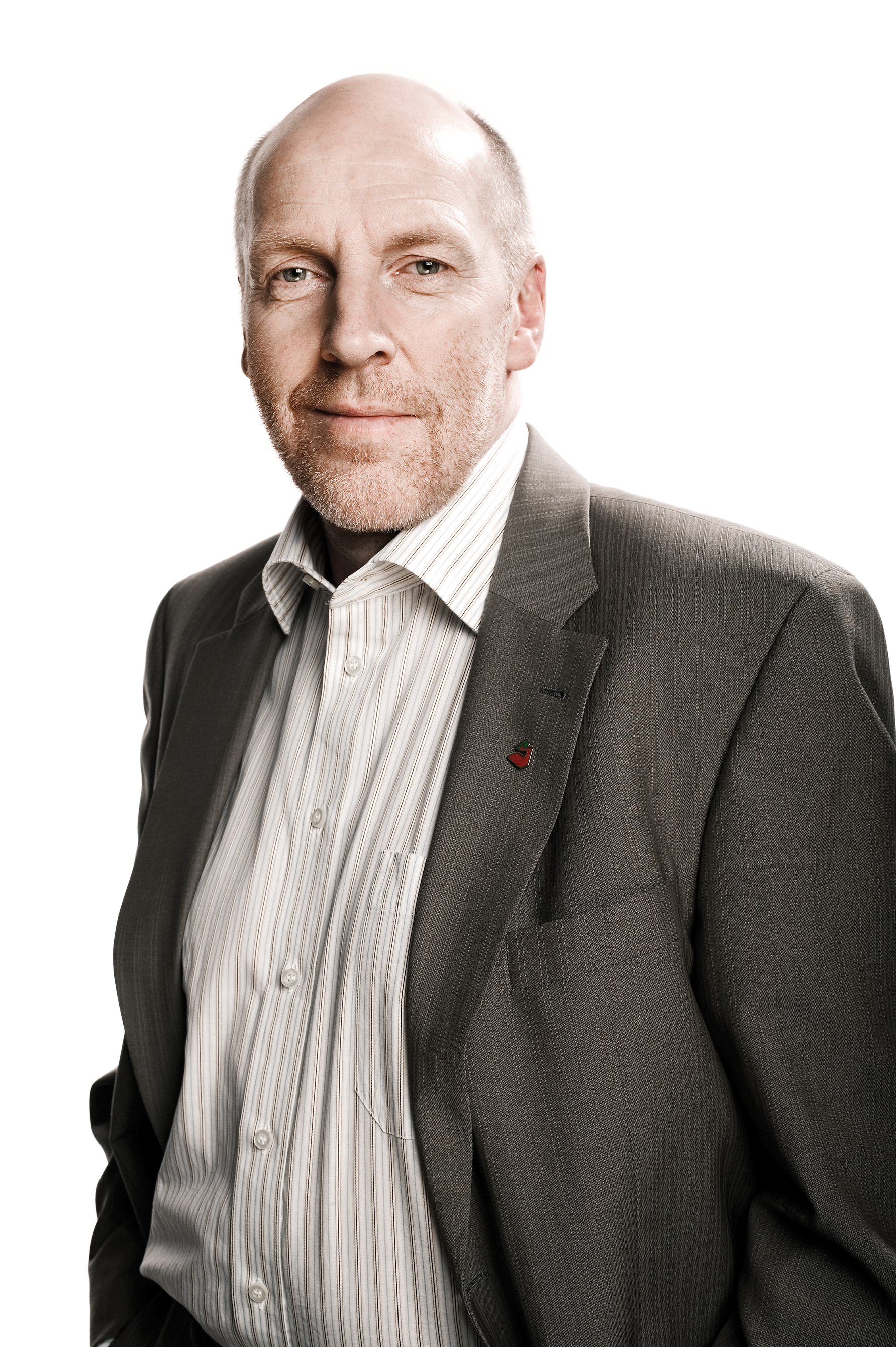
Finanz-, Fischerei- und Agrarminister Steingrímur J. Sigfússon (Links-Grüne Bewegung)
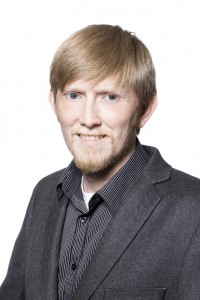
Herbert Sveinbjörnsson (Bürgerbewegung)
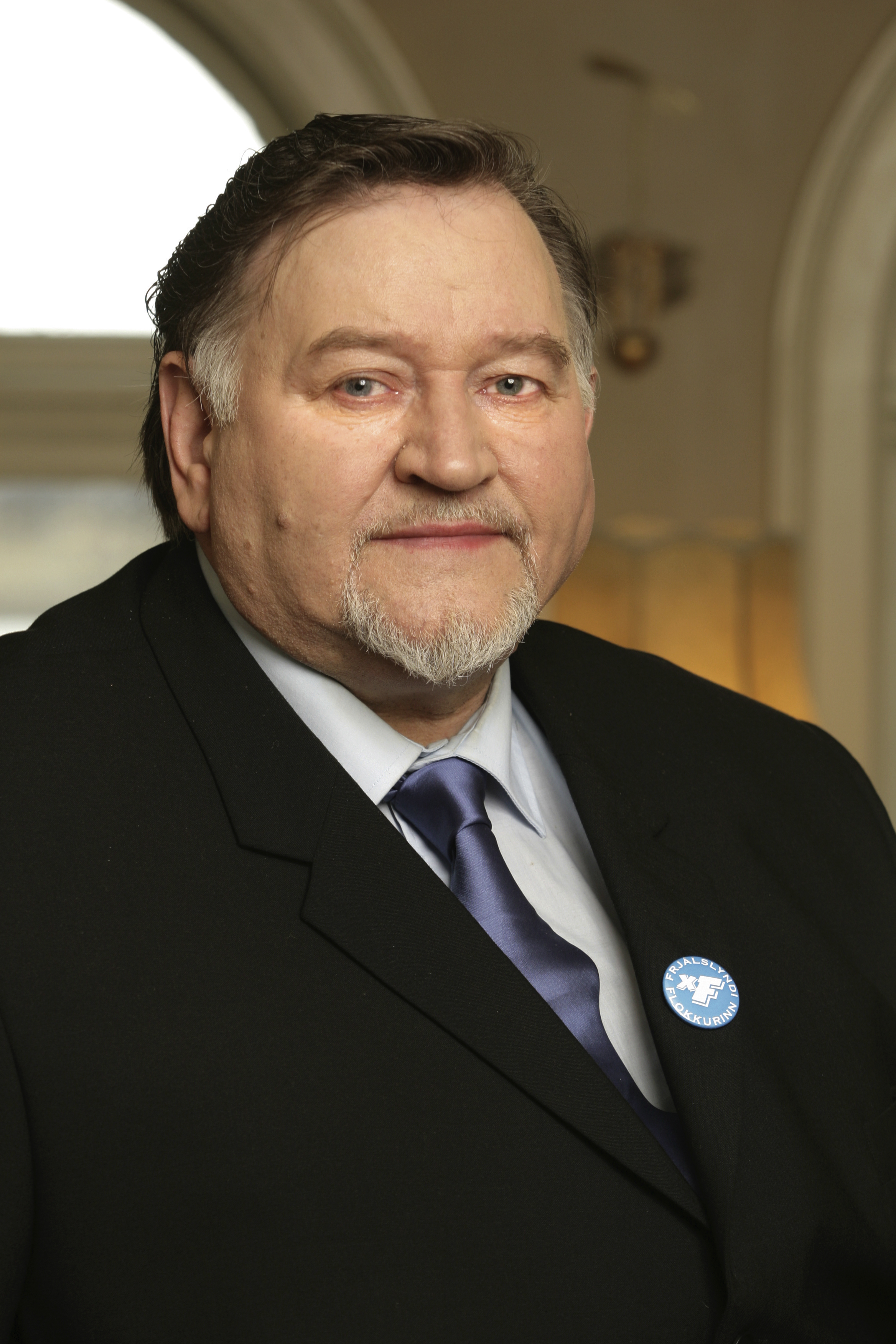
Guðjón Arnar Kristjánsson (Liberale Partei)

## Wahlergebnis

Ergebnisse und Sitzverteilung in den Wahlkreisen

### Gesamtergebnis
| Partei            | Partei                      | Stimmen | Stimmen | Stimmen | Sitze  | Sitze |
| Partei            | Partei                      | Anzahl  | %       | +/−     | Anzahl | +/−   |
| ----------------- | --------------------------- | ------- | ------- | ------- | ------ | ----- |
|                   | Allianz (S)                 | 55.758  | 29,8    | +3,0    | 20     | +2    |
|                   | Unabhängigkeitspartei (D)   | 44.371  | 23,7    | −12,9   | 16     | −9    |
|                   | Links-Grüne Bewegung (V)    | 40.581  | 21,7    | +7,4    | 14     | +5    |
|                   | Fortschrittspartei (B)      | 27.699  | 14,8    | +3,1    | 9      | +2    |
|                   | Bürgerbewegung (O)          | 13.519  | 7,2     | +7,2    | 4      | +4    |
|                   | Liberale Partei Islands (F) | 4.148   | 2,2     | −5,1    | —      | −4    |
|                   | Demokratiebewegung (P)      | 1.107   | 0,6     | +0,6    | —      | —     |
| Gesamt            | Gesamt                      | 187.183 | 100,0   |         | 63     |       |
| Gültige Stimmen   | Gültige Stimmen             | 187.183 | 96,5    |         |        |       |
| Ungültige Stimmen | Ungültige Stimmen           | 6.792   | 3,5     |         |        |       |
| Wahlbeteiligung   | Wahlbeteiligung             | 193.975 | 85,1    |         |        |       |
| Wahlberechtigte   | Wahlberechtigte             | 227.843 | 100,0   |         |        |       |
| Quelle:           |                             |         |         |         |        |       |

Die sozialdemokratische Allianz löste mit 29,8 % der Stimmen die Unabhängigkeitspartei als stärkste Partei ab, die seit 1942 stets stärkste Partei war.
Zusammen mit der Links-Grünen Bewegung, die auf 21,7 % der Stimmen kam, erreichte das Linksbündnis 51,5 % der Stimmen. Damit lag erstmals seit 1944 die absolute Mehrheit bei den linken Parteien. Die seit 1944 dominierenden Konservativen fielen von 36,1 % auf 23,7 %. Die Unabhängigkeitspartei und die Liberale Partei mussten hohe Verluste hinnehmen. Die Liberale Partei ist nicht mehr im Parlament vertreten. Auf Anhieb schaffte den Einzug in den Althing die aus der Finanzkrise hervorgegangene Bürgerbewegung.
Jóhanna Sigurðardóttir bildete eine neue Regierung, die Regierung Jóhanna Sigurðardóttir II. Sie kündigte an, Island „so schnell wie möglich in die EU zu führen“.

### Ergebnis nach Wahlkreisen
| Partei | Partei | Nordwest | Nordwest | Nordost | Nordost | Süd  | Süd   | Südwest | Südwest | Reykjavík Süd | Reykjavík Süd | Reykjavík Nord | Reykjavík Nord |
| Partei | Partei | %        | Sitze    | %       | Sitze   | %    | Sitze | %       | Sitze   | %             | Sitze         | %              | Sitze          |
| ------ | ------ | -------- | -------- | ------- | ------- | ---- | ----- | ------- | ------- | ------------- | ------------- | -------------- | -------------- |
|        | S      | 22,7     | 2        | 22,7    | 3       | 28,0 | 3     | 32,2    | 4       | 32,9          | 4             | 32,9           | 4              |
|        | D      | 22,9     | 2        | 17,5    | 2       | 26,2 | 3     | 27,6    | 4       | 23,2          | 3             | 21,4           | 2              |
|        | V      | 22,8     | 3        | 29,7    | 3       | 17,1 | 1     | 17,4    | 2       | 22,9          | 2             | 24,0           | 3              |
|        | B      | 22,5     | 2        | 25,3    | 2       | 20,0 | 2     | 11,6    | 1       | 9,7           | 1             | 9,6            | 1              |
|        | O      | 3,3      | -        | 3,0     | -       | 5,1  | 1     | 9,1     | 1       | 8,7           | 1             | 9,6            | 1              |
|        | F      | 5,3      | -        | 1,6     | -       | 3,1  | -     | 1,5     | -       | 2,0           | -             | 1,6            | -              |
|        | P      | 0,4      | -        | 0,3     | -       | 0,5  | -     | 0,6     | -       | 0,6           | -             | 0,9            | -              |
| Gesamt | Gesamt |          | 9        |         | 10      |      | 10    |         | 12      |               | 11            |                | 11             |

## Umfragen vor der Wahl
| Umfrageperiode | D    | B    | S    | V    | F   | O |
| -------------- | ---- | ---- | ---- | ---- | --- | - |
| Umfrageperiode |      |      |      |      |     |   |
| April 2009     | 24   | 12   | 30   | 26   | 2   | 7 |
| März 2009      | 25   | 11   | 29   | 28   | 1   | 3 |
| Februar 2009   | 26   | 13   | 28   | 26   | 2   | – |
| Januar 2009    | 24   | 15   | 22   | 30   | 3   | – |
| Dezember 2008  | 25   | 8    | 28   | 29   | 4   | – |
| November 2008  | 21   | 8    | 31   | 32   | 3   | – |
| Oktober 2008   | 28   | 10   | 31   | 27   | 3   | – |
| September 2008 | 31   | 10   | 33   | 21   | 4   | – |
| August 2008    | 32   | 10   | 33   | 19   | 4   | – |
| Juli 2008      | 32   | 9    | 29   | 22   | 5   | – |
| Juni 2008      | 33   | 9    | 30   | 20   | 4   | – |
| Mai 2008       | 33   | 8    | 31   | 22   | 5   | – |
| Wahl 2007      | 36,6 | 11,7 | 26,8 | 14,3 | 7,3 | – |